# Sonoita lightfooti
Sonoita lightfooti (лат.) — вид пауков из семейства пауков-скакунов. Встречаются в тропической Африке.

## Описание
Мелкие подвижные пауки-скакуны, длина тела от 4 до 8 мм (типовые экземпляры: самец 4,5 мм, самка 5,6 мм). Цефалоторакс умеренно высокий, бока закругляются от переднего конца к самой широкой точке, которая находится в середине грудной части. Они также округляются сверху вниз, причем нижняя часть шире верхней. Наивысшая точка находится у спинных глаз, спад происходит в обоих направлениях, причем спад головной части более крутой, чем грудной части. 

## Этимология
Видовое название S. lightfooti дано в честь R. M. Lightfoot (Cape Town).

## Распространение
Встречаются в тропической Африке: Кот-д’Ивуар и Южная Африка.

## Классификация
Более века считался единственным видом в составе рода Sonoita Peckham & Peckham, 1903 из подсемейства Spartaeinae. В 2022 году был описан второй вид рода: Sonoita ledouxi Wesołowska & Russell-Smith, 2022.